# Dietmar Emich
Dietmar „Didi“ Emich (* 14. Juni 1967 in Salzburg) ist ein ehemaliger österreichischer Fußballspieler und nunmehriger -trainer.

## Karriere

### Als Spieler
Emich spielte bis 1990 für den SV Austria Salzburg, wo er jedoch nicht Teil des Profikaders war. Zur Saison 1990/91 schloss er sich dem Regionalligisten ASVÖ FC Puch an. Sein Debüt in der Regionalliga gab er im August 1990 gegen den SC Austria Lustenau.
Zur Saison 1992/93 kehrte er zu Austria Salzburg zurück. Sein erstes Spiel in der 1. Division absolvierte er im August 1992, als er am vierten Spieltag jener Saison gegen den Wiener Sport-Club in der 75. Minute für Herfried Sabitzer eingewechselt wurde. Sein erstes Tor in der höchsten Spielklasse erzielte er im September 1992 bei einem 1:0-Sieg gegen den FC Stahl Linz. Nach sieben Ligaeinsätzen für Austria Salzburg wechselte er im Jänner 1993 zum FC Stahl Linz, mit dem er im „Mittleren Playoff“ spielte und dort den sechsten Platz erreichte, was mit einem Abstieg in die 2. Division gleichbedeutend war.
Im Sommer 1993 kehrte Emich zum inzwischen zweitklassigen ASVÖ FC Puch zurück. 1995 stieg er mit Puch in die Regionalliga ab. Daraufhin schloss er sich zur Saison 1995/96 dem Zweitligisten SV Braunau an. Für die Oberösterreicher absolvierte er 19 Spiele in der zweithöchsten Spielklasse und erzielte dabei vier Tore.
Zur Saison 1996/97 kehrte er abermals zum Regionalligisten Puch zurück. Für den Verein kam er in jener Saison zu 21 Regionalligaeinsätzen. Im Sommer 1997 schloss Emich sich dem Zweitligaaufsteiger SK Eintracht Wels an. Mit den Welsern stieg er 1998 nach einer Saison in der zweithöchsten Spielklasse in die Regionalliga ab. Daraufhin wechselte er erneut zum ASVÖ FC Puch.
Im Jänner 2000 wechselte Emich zum viertklassigen PSV SW Salzburg. Mit dem Verein stieg er 2001 in die Regionalliga auf. In der Hinrunde der Saison 2003/04 spielte Emich kurzzeitig für den ASK Salzburg, ehe er zu PSV SW Salzburg zurückkehrte. In der Saison 2004/05 spielte er für den SV Straßwalchen. Im Sommer 2005 wechselte er ein fünftes Mal zu Puch, wo er 2006 seine Karriere beendete.

### Als Trainer
Nach dem Ende seiner Karriere arbeitete Emich zwischen November 2006 und April 2008 zunächst als Talentesucher für den FC Red Bull Salzburg. Im Dezember 2008 wurde er Trainer des fünftklassigen SV Austria Salzburg. Mit Austria Salzburg stieg er 2009 in die viertklassige Landesliga auf. Nach nur einer Saison in der vierthöchsten Spielklasse stieg man 2010 auch in die drittklassige Regionalliga auf. Im September 2011 trat Emich als Trainer von Austria Salzburg zurück.
Im Juni 2012 wurde er Trainer des viertklassigen ASVÖ FC Puch, für den er als Spieler fünf Mal aktiv gewesen war. Nach einem Jahr als Trainer von Puch verließ er den Verein nach der Saison 2012/13.
Zur Saison 2016/17 wurde Emich ein zweites Mal Trainer von Austria Salzburg. Im April 2017 trennten sich die Salzburger von ihm; Austria Salzburg befand sich zu jenem Zeitpunkt in der Regionalliga West auf dem letzten Tabellenrang.